# Paddock Wood
Paddock Wood är en småstad och civil parish i grevskapet Kent i sydöstra England. Staden ligger i distriktet Tunbridge Wells, cirka 14 kilometer sydväst om Maidstone och cirka 8 kilometer öster om Tonbridge. Tätorten (built-up area) hade 7 611 invånare vid folkräkningen år 2021.